# Bucze (Petite-Pologne)
Pour les articles homonymes, voir Bucze.
Bucze est un village de Pologne, situé dans la gmina de Brzesko, dans le Powiat de Brzesko, dans la Voïvodie de Petite-Pologne dans le Sud du pays. Il est situé à 48 kilomètres à l'est de la capitale Cracovie.